# Rodolfo Narciso Chavarría
Rodolfo Narciso Chavarría (San Cristóbal Verapaz, Alta Verapaz, 4 de marzo de 1901- 3 de octubre de 1968) fue un marimbista y compositor de Guatemala.

## Biografía
Nació en el municipio de San Cristóbal Verapaz, el 4 de marzo de 1901, y sus padres fueron Vicente Adolfo Narciso Peláez y Gudelia Chavarría.
Realizó sus estudios primarios en la Escuela Nacional de este municipio, en donde posteriormente fue maestro.  En cuanto a sus estudios de formación musical, los inició junto a sus hermanos Victoriano y Eleodoro, en el arte de la marimba con su padre, Juan Vicente Narciso Peláez y luego con el maestro Adolfo Tercero Paz. Habiéndose perfeccionado como marimbista, su actividad se desarrolló principalmente en Cobán, pero también más allá, llegando a Petén e incluso a Belice (1929).  A los veinte años de edad creó sus primeras composiciones.
También dedicó parte de su tiempo al servicio público ya que en 1935 fue alcalde del Puerto de Panzós y desempeñó el cargo de secretario municipal de Cobán, Tactic, San Juan Chamelco y de su natal San Cristóbal Verapaz. También trabajó para la dirección general de Correos de la Ciudad de Guatemala, en la radio Morse, orquesta de la radio civil y por último como jefe de departamento de Cédulas de la Municipalidad de Guatemala.

## Muerte
Murió el 3 de octubre de 1968 y sus restos mortales están sepultados en el cementerio de San Cristóbal Verapaz, a lado de los de su madre, hermanos y esposa.

## Composiciones seleccionadas
Las composiciones de Rodolfo Narciso Chavarría son de una inventividad y un virtuosismo instrumental poco comunes, y se han mantenido hasta la fecha en las mejores marimbas de la Alta Verapaz y en Quetzaltenango. También es de hacer notar que compuso música sacra, incluyendo misas solemnes o completas y marchas fúnebres.
Su Ruiseñor Verapaz tiene un solo para pícolo de marimba que se equipara en virtuosismo y brío a Clarineros de Benedicto Ovalle, a Fiesta de pájaros de Jesús Castillo y al Ave Lira de Luis Delfino Bethancourt. El compositor mantuvo una amistad especial con su colega Domingo Bethancourt, a quien le dedicó las composiciones Corazón voluntario y Chimax. Estas piezas fueron difundidas ampliamente en Quetzaltenango a través de la Radio TGQ por Bethancourt y su Marimba Ideal. Rodolfo Narciso Chavarría fue un compositor extremadamente prolífico, con más de doscientas setenta composiciones en su catálogo. Rodolfo Narciso Chavarría gustó mucho de la campiña de Alta Verapaz, por lo que radicó gran parte de su vida madura en el valle del río Polochic cuyas verdes aguas le inspiraron el famoso fox-blues Río Polochic, publicado como "Himno a la Verapaz" en el Diario El Gráfico del 30 de junio de 1967.
- Río Polochic, foxtrot
- Ruiseñor Verapaz, capricho
- Reflejos de luna en el lago, vals de concierto
- Josecito, guarimba
- Gilberto Leal, pasodoble
- Tezulutlán, blues
- Clavel tinto, foxtrot
- Tiernas Gemelitas
- Estadio Verapaz (1936)
- Corazón voluntario, marcha (1938)
- Chimax, marcha (Op. n.º 278, 1946)
- Garza de la mañana (Op. 289,1945)